# Falkenfels
Falkenfels település Németországban, azon belül Bajorországban. Lakosainak száma 1058 fő (2023. december 31.).

## Népesség
A település népessége az elmúlt években az alábbi módon változott:
| Lakosok száma | 707  | 871  | 772  | 715  | 1012 | 1009 | 1030 | 1038 | 1048 | 1058 |
|               | 1875 | 1950 | 1970 | 1987 | 2012 | 2013 | 2015 | 2017 | 2021 | 2023 |